# Венберг, Анна
Анна Венберг (Венгберг) (швед. Anna Wengberg, полное имя Anna Emilia Wengberg; 1865—1936) — шведская художница.

## Биография
Родилась  24 апреля 1865 года в Истаде в семье Пера Августа Венберга и его жены Emilia Sophia Carlheim-Gyllenskiöld.
Своё художественное образование Анна начала в Истаде, затем она училась у Эдварда Персея в Стокгольме в 1884 году, продолжив обучение по его рекомендации у Бенгта Норденберга в Дюссельдорфе в течение нескольких лет. Некоторое время Венберг училась в Париже. Но впечатления от студии Норденберга и картины, с которыми она познакомилась в Дюссельдорфе, стали решающими в её дальнейшей художественной работе. Как профессиональная художница дебютировала в 1903 году и в основном стала известна своими портретами, выполненными чаще всего в светлой цветовой гамме.

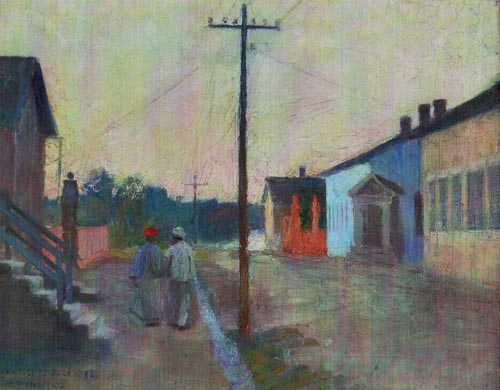
Картина Венберг Kyrkogatan, на которой изображены Ева и Йохан Акке

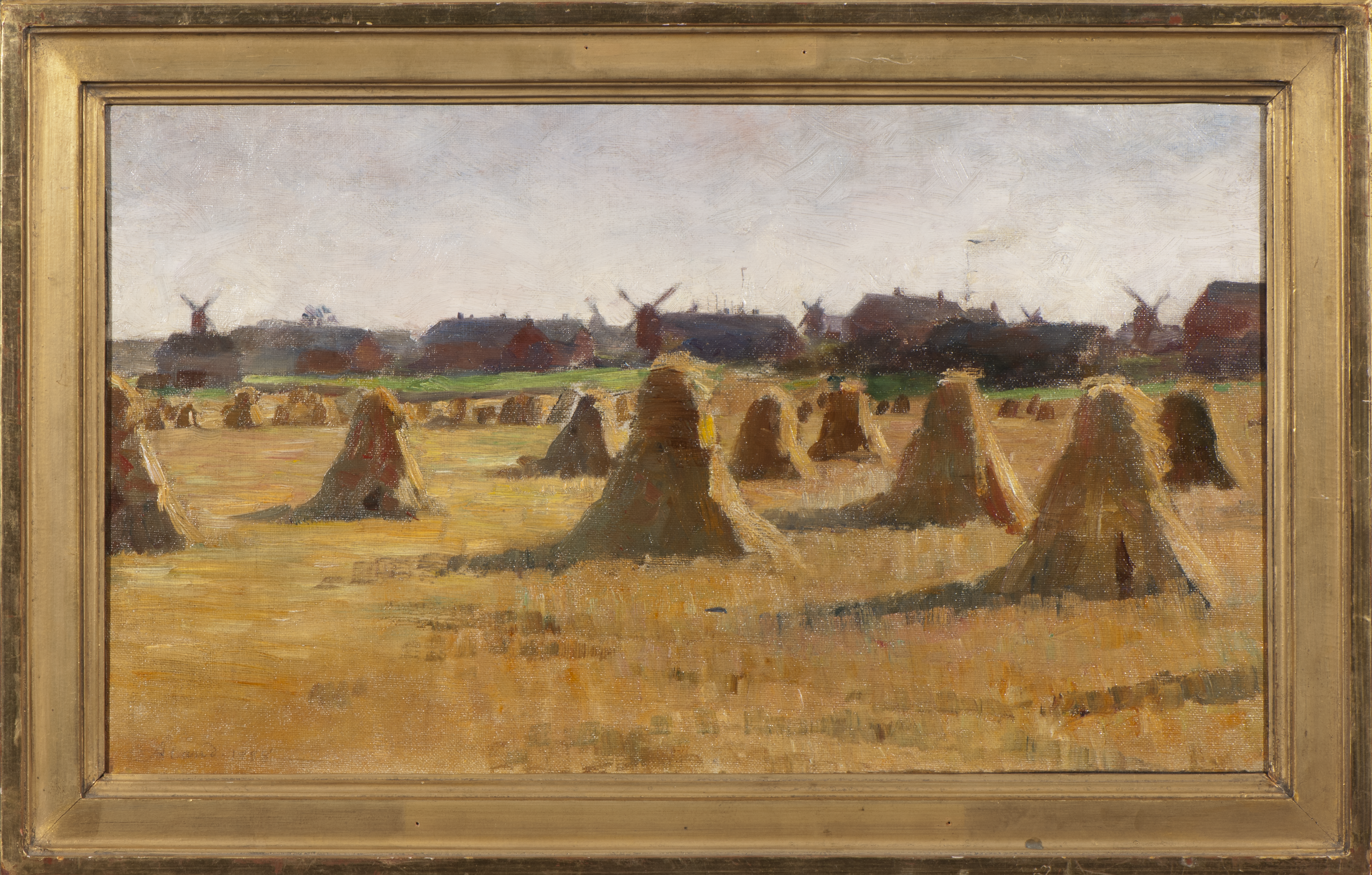
Картина Önninge Village

Анна Венберг познакомилась в 1888 году с финским художником Виктором Вестерхольмом и через него стала членом финско-шведской колонии художников Önningebykolonin, работавшей на Аландских островах в 1886-1914 годах. Здесь она познакомилась и стала хорошей подругой Евы Акке и её будущим мужем Йоханом, портрет которого написала. Венберг часто посещала Финляндию и находилась под влиянием финской живописи. Она выбрала город Хельсингборг своим постоянным местом жительства в 1894 году, но часто возвращалась возвращалась в Önningeby, пока колония не прекратила своё существование.
Выставляться Анна Венберг начала в 1903 году в Хельсингборге в шведской коллекции произведений искусства. Её персональная выставка прошла в Художественном музее Турку в 1928 году. Мемориальная выставка художницы была организована в городском музее Хельсингборга в 1937 году.
Умерла 13 октября 1936 года в Хельсингборге.
Работы Анны Венберг находятся в музеях Швеции (в частности в Национальном музей Швеции) и Финляндии, а также в частных коллекциях.